# Valentines
Valentines – jest to minialbum Mariah Carey, wydany w USA przez Columbia Records 1 stycznia 2000. Było to limitowane wydawnictwo dostępne tylko w Wal-Mart i pierwsze wydawnictwo w USA zawierające cover piosenki Diany Ross "Do You Know Where You're Going To? (Theme from Mahogany)", oryginalnie wydane na nieamerykańskich edycjach #1's.

## Lista utworów
1. "Vision of Love" — (Mariah Carey, tekst: Carey, Ben Marguiles, producent(ci): Rhett Lawrence, Narada Michael Walden)
2. "Underneath the Stars" — (Daydream, tekst: Carey, Walter Afanasieff, producent(ci): Carey, Afanasieff)
3. "My All" — (Butterfly, tekst: Carey, Walter Afanasieff, producent(ci): Carey, Afanasieff)
4. "Babydoll" — (Butterfly, tekst: Carey, Missy Eliott, producent(ci): Carey, Cory Rooney)
5. "Do You Know Where You're Going To?" — (#1's, tekst: Michael Masser, Gerald Goffin, producent(ci): Masser)